# Delia reliquens
Delia reliquens är en tvåvingeart som först beskrevs av Huckett 1951.  Delia reliquens ingår i släktet Delia och familjen blomsterflugor.
Artens utbredningsområde är Idaho. Inga underarter finns listade i Catalogue of Life.